# ماتي أوريانا يونسو
ماتي أوريانا يونسو (Matti Yrjänä Joensuu؛ هلسنكي، 31 أكتوبر 1948) كاتب فنلندي لخيال الجريمة. وقد حصل على الدولة الأدب جائزة (1982) ، Vuoden جائزة johtolanka (1985 ، 1994 ، 2004) ، وقال انه كان قد رشح لمدة Finlandias [3]. حصل على جائزة مارتن بك في عام 1987.
وقد كتب عدة روايات جونسو حول الحياة الشخصية والعمل الشرطي تيمو هاريونبا. انه رجل لطيف جدا وذات مصداقية ، الذي يعامل معاملة إنسانية المجرمين كما عائلته ، التي تتألف من تيمو وزوجته اليزا وثلاثة أطفال (فالبوري، بيبسا وباولينا).
كما تم هاريونبا يظهر على شاشة التلفزيون. وقد ترجم العمل جونسو وإلى اللغة الإنكليزية ، والهولندية البلغارية والإيطالية والنرويجية والفرنسية والسويدية والألمانية والسلوفاكية والدانماركية والهنغارية والروسية والاستونية.

## روابط خارجية
- ماتي أوريانا يونسو على موقع IMDb (الإنجليزية)
- ماتي أوريانا يونسو على موقع قاعدة بيانات الفيلم (الإنجليزية)